# Belgia na Zimowych Igrzyskach Paraolimpijskich 2010
Belgię na Zimowych Igrzyskach Paraolimpijskich 2010 reprezentowała jedna zawodniczka w narciarstwie alpejskim.

## Kadra

### Narciarstwo alpejskie

#### Kobiety
| Atleta            | Kategoria       | Przewodnik          | Wydarzenie      | Zjazd 1. | Zjazd 2. | W sumie | Miejsce |
| ----------------- | --------------- | ------------------- | --------------- | -------- | -------- | ------- | ------- |
| Natasha De Troyer | Osoby niewidome | Diego Van de Voorde | Zjazd           | 1:48.85  |          |         | 8.      |
| Natasha De Troyer | Osoby niewidome | Diego Van de Voorde | Slalom          | 1:04,27  | 1:13,92  | 2:18,19 | 7.      |
| Natasha De Troyer | Osoby niewidome | Diego Van de Voorde | Gigant          | DNF      | -        | -       | DNF1    |
| Natasha De Troyer | Osoby niewidome | Diego Van de Voorde | Supergigant     | 1:44,03  |          |         | 5.      |
| Natasha De Troyer | Osoby niewidome | Diego Van de Voorde | Superkombinacja | 1:48,87  | 1:04,58  | 2:53,45 | 5.      |